# 성낙훈
성낙훈(成樂熏, 1911년 ~ 1977년)은 일제강점기 시대에 활동한 한학자이다. 호는 방은(放隱), 자는 자목(子沐), 본관은 창녕(昌寧)이다. 1911년 경남 함안에서 출생해 1930년 신간회에 가입하고 1965년 민족문화추진회 발족 회원을 역임했다. 해방 이후 대한민국에서는 성균관대학교 교수를 역임하였다.
《한국유교사상사》,  《한국유교사》 , 《한국당쟁사》 등 여러 서적을 냈다.

## 같이 보기
- 민족문화추진회